# Балмашнов, Виктор Алексеевич
Виктор Алексеевич Балмашнов (6 февраля 1925 года, Невьянск, Уральская область, РСФСР, СССР — 5 февраля 2001 года, Невьянск, Свердловская область, Россия) — Герой Социалистического Труда, слесарь-сборщик Невьянского механического завода.

## Биография
Родился 6 февраля 1925 года в городе Невьянске.
Окончил шесть классов в школе № 1, седьмой класс закончил в школе № 12 города Невьянска в 1940 году. Затем в том же 1940 году закончил двухмесячные курсы в школе ФЗО при заводе № 68 Наркомата боеприпасов СССР в Невьянске.
Свою трудовую деятельность начал учеником слесаря-лекальщика в 1940 году, затем был слесарем-лекальщиком, сборщиком, инструментальщиком. В годы Великой Отечественной войны на заводе выпускались трассирующие и бронебойные снаряды, корпуса для 76-миллиметровых дистанционных гранат.
В 1954 году стал бригадиром шеф-монтажной бригады, проводившей швартовые и ходовые испытания невьянских турбонасосов на судах. Виктор Алексеевич при открытии городского мемориального комплекса в мае 1985 года от заводской печи зажёг факел Вечного огня.
Был депутатом Невьянского городского Совета депутатов.
Скончался 5 февраля 2001 года, похоронен на Невьянском городском кладбище.

## Награды
За свои достижения была награждена:
- 28.09.1947 — знак «Отличник социалистического соревнования»;
- 14.09.1965 — звание «Ударник коммунистического труда»;
- 04.1970 — заводская премия имени 100-летия со дня рождения В. И. Ленина «за активное участие в разработке, изготовлении и внедрении новой техники»;
- медаль «За доблестный труд в Великой Отечественной войне 1941—1945 гг.»;
- 26.04.1971 — звание Герой Социалистического Труда с золотой медалью Серп и Молот и орден Ленина «за выдающиеся заслуги в выполнении заданий пятилетнего плана»;
- 24.09.1971 — ветеран труда Невьянского механического завода;
- знак «Ударник 9-й пятилетки» «за высокие показатели во всесоюзном соревновании и досрочное выполнение заданий девятой пятилетки»;
- 1979 — занесён на городскую Доску Почёта «за досрочное выполнение заданий десятой пятилетки»;
- 08.1988 — звание «Почётный гражданин города Невьянска».